# Benoît Tréluyer
Benoît Tréluyer (Alençon, 7 december 1976) is een Frans racecoureur. Tréluyer is drievoudig winnaar van de 24 uur van Le Mans en werd in 2012 kampioen in het FIA World Endurance Championship.

## Carrière
Tréluyer begon zijn carrière in met motorcross en karting. In 1995 had hij zijn eerste circuit-ervaring met de Formule Renault Campus. In 1996 won hij een race in het Franse Formule Renault kampioenschap, en in 1997 werd hij zesde in datzelfde kampioenschap. In 1998 stapt hij over naar het Franse Formule 3 kampioenschap, waarin hij negende werd. In het jaar 1999 werd hij derde en wist hij de pretigieuze Grand Prix de Pau te winnen.
In 2000 verkaste Tréluyer naar Japan om deel te nemen aan het Japans Formule 3 kampioenschap. In 2001 wist hij de titel te winnen in deze klasse met 15 overwinningen en 13 pole-positions. In 2002 promoveerde Tréluyer naar de Formule Nippon, waarin hij dat jaar tweede werd. In 2006 veroverde hij de titel, en in 2007 en 2008 werd hij opnieuw tweemaal tweede. 
Naast zijn races in Japanse Formule klassen kwam Tréluyer ook uit in het Japanse Super GT kampioenschap voor toerwagens. In 2008 wist hij hierin de titel te behalen, en in 2011 werd hij tweede. 

## Le Mans
In 2002 maakte Tréluyer zijn beduut tijdens de 24 uur van Le Mans. Hij nam deel in alle klassen, van de GT2 tot de LMP1. Zijn echte successen kwamen echter bij het fabrieksteam van Audi, waar hij vanaf 2010 voor uitkomt. In 2011 en 2012 wist hij de race te winnen met zijn teamgenoten André Lotterer en Marcel Fässler. 